# Djamili-Dini Aboudou-Moindze
Djamili-Dini Aboudou-Moindze (Grande-Synthe, 16 de febrero de 1996) es un deportista francés que compite en boxeo.
Participó en los Juegos Olímpicos de París 2024, obteniendo una medalla de bronce en la categoría de +92 kg. Ganó una medalla de bronce en el Campeonato Europeo de Boxeo Aficionado de 2017, en el peso superpesado.

## Palmarés internacional
| Juegos Olímpicos   | Juegos Olímpicos | Juegos Olímpicos  | Juegos Olímpicos |
| Año                | Lugar            | Medalla           | Categoría        |
| ------------------ | ---------------- | ----------------- | ---------------- |
| 2024               | París (Francia)  | Medalla de bronce | +92 kg           |
| Campeonato Europeo |                  |                   |                  |
| Año                | Lugar            | Medalla           | Categoría        |
| 2017               | Járkov (Ucrania) | Medalla de bronce | +91 kg           |